# Jean Gendrot
Pour les articles homonymes, voir Gendrot.
Jean Gendrot, architecte angevin de la Renaissance.
Jean Gendrot fut l'architecte personnel du roi René duc d'Anjou et roi de Naples et de Sicile. Il est influencé par le style architectural italianisant qui annonce la Renaissance.
En 1456, Jean Daillon, devient comte du Lude en devenant propriétaire du château du Lude. Ce bâtiment est gravement endommagé à la suite des combats durant la guerre de Cent Ans. Il envisage de faire reconstruire le château fort du Lude en le transformant en un élégant palais princier. Ami du roi René d'Anjou, ce dernier lui présente Jean Gendrot, maître maçon du duc d'Anjou. Daillon lui confie la reconstruction du château en tant que « maître chargé des œuvres du sire du Lude ».

## Le château du Lude
En 1479, Jean Gendrot lui présente un projet architectural de type Renaissance. Les travaux prévus sont très importants et devront durer plusieurs années. L'architecte amène une nombreuse main-d'œuvre et fait édifier un certain nombre de maisons pour les accueillir le long d'une rue qui se nomme aujourd'hui rue de la Gendrottière. Les maisons les plus cossues sont réservées aux contremaîtres. Enfin la plus belle d'entre elles, appelée la « maison des architectes » ou la « maison de Gendrot », est une bâtisse de style Renaissance, sise près des halles, place du château.
Le premier soin de Gendrot fut de raser entièrement les ailes, le pont-levis et l'éperon, 
de combler le fossé et d'aplanir au niveau de l'ancienne basse-cour tout l'espace qui forme aujourd'hui le parterre de l'Est. Il démolit la tour Nord-Ouest, qui était jusqu'alors plus 
petite que les autres, et la reconstruisit sur une base sensiblement élargie.
Jean Daillon, seigneur du Lude, mourra avant la fin des travaux. Son fils Jacques Daillon poursuivra son projet jusqu'à son terme et l'achèvement des aménagements.

## Autres œuvres
En tant que maître maçon chargé des œuvres du duc d'Anjou, Gendrot accompagnera son prince dans la rénovation de certaines de ses résidences personnelles. Il sera l'architecte rénovateur du manoir du Reculée situé à Angers. Ce manoir était située près de la rivière de la Maine qui traverse la ville d'Angers. Le roi René avait, de ce lieu, une vue générale sur la cité, sa cathédrale et son château.
En 1480, après la mort du roi René, Marguerite d'Anjou, sa fille, revient à Angers et termine la fin de sa vie entre le petit château du manoir du Reculée à Angers et son manoir de Saumur.

## Galerie de photographies

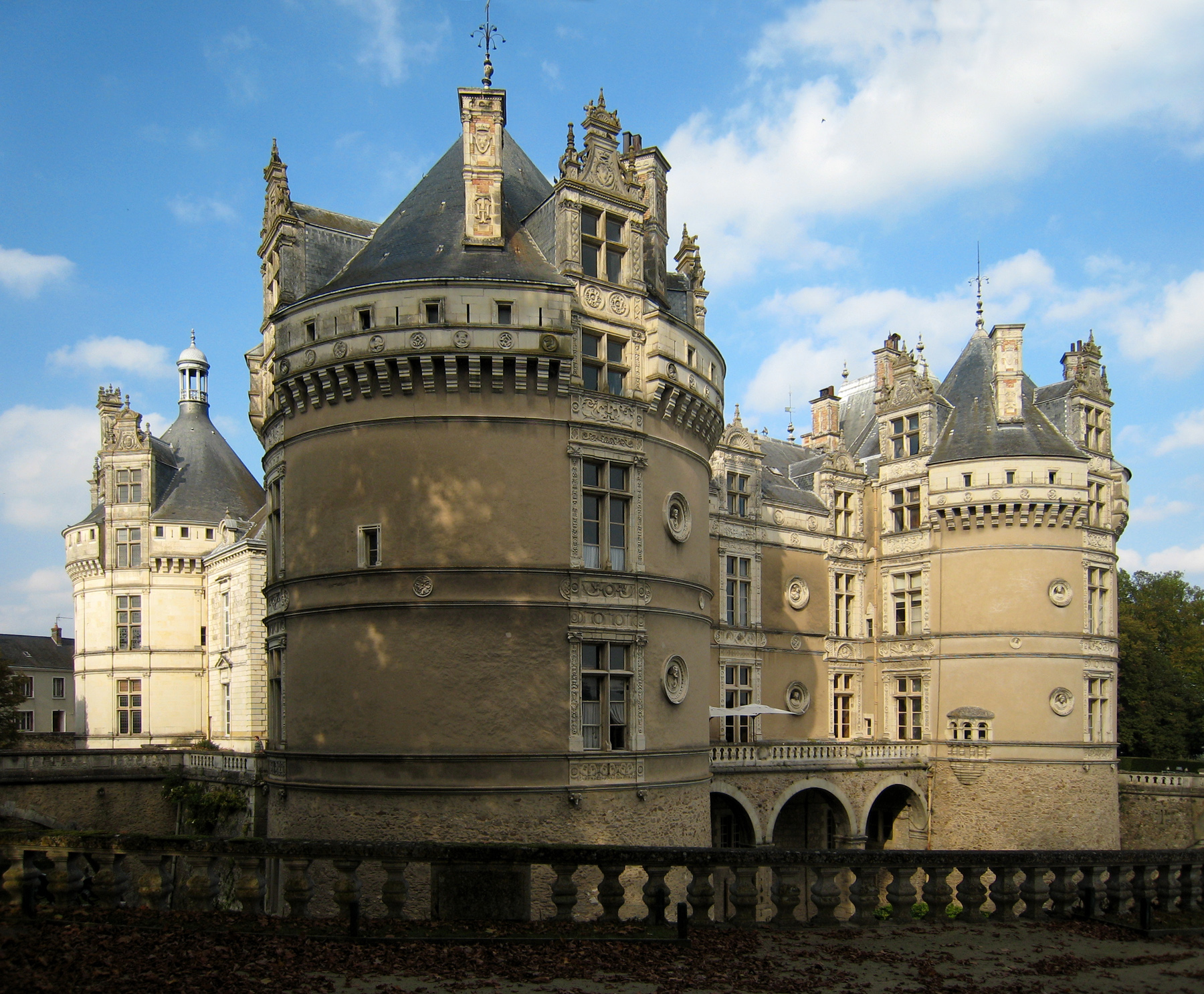
Vue générale du château du Lude.
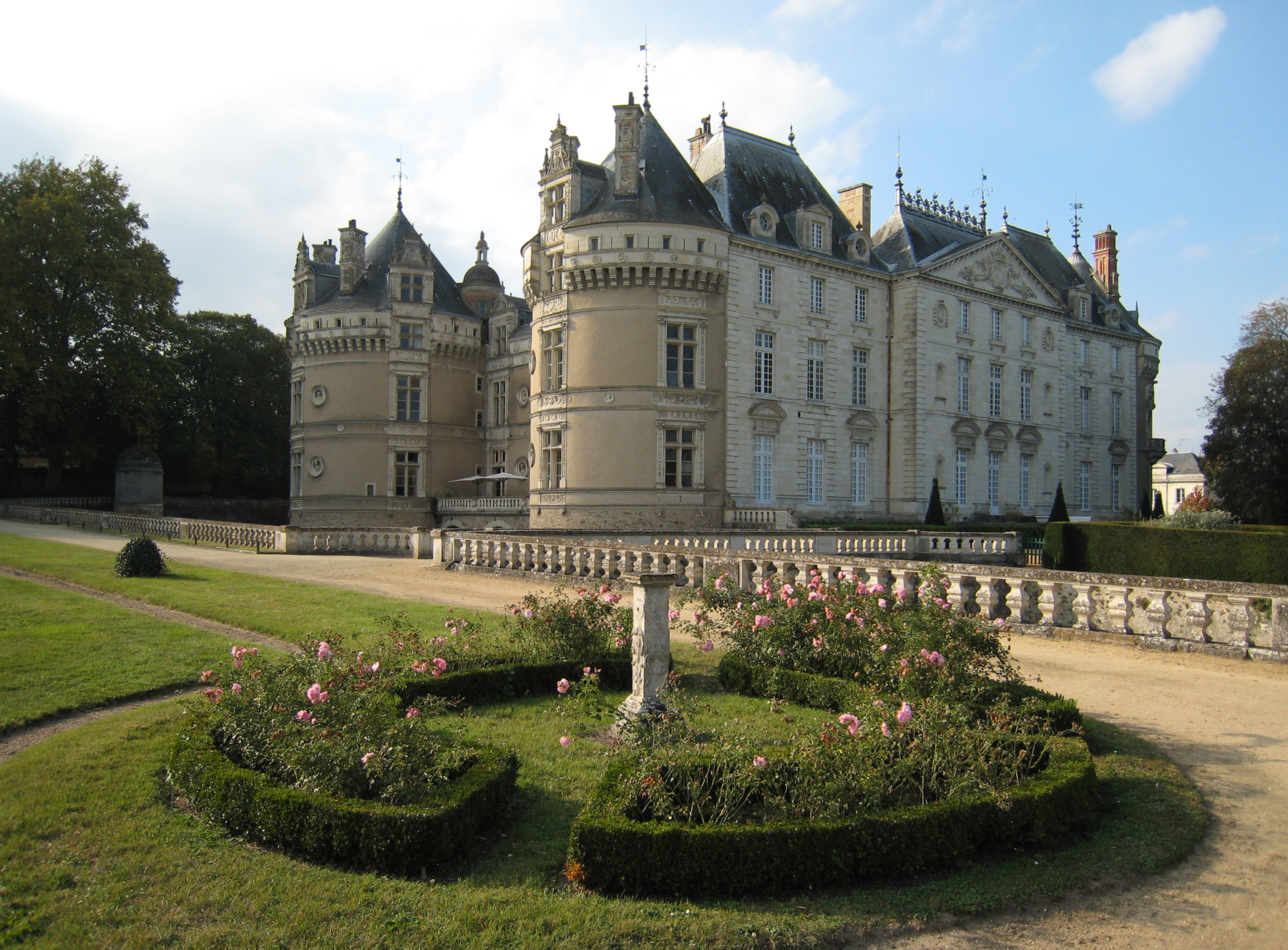
Vue avec une partie du parc du Lude.
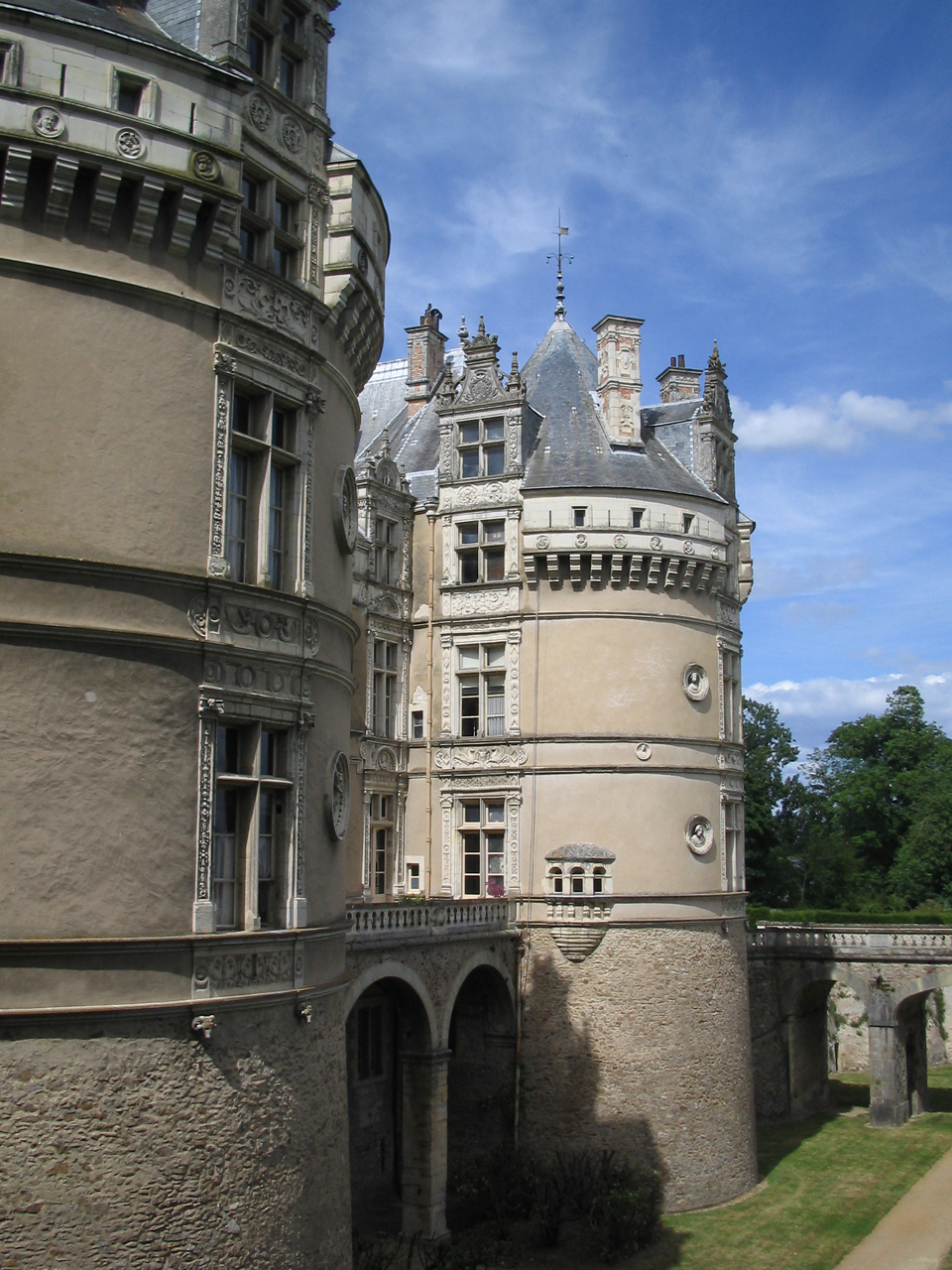
Soubassement de l'ancien château fort du Lude.

## Sources
1. ↑  Revue anglo-française, 1837, 468 p. (lire en ligne), p. 38.